# Lemonia pauli
Lemonia pauli — вид лускокрилих комах з родини брамей (Brahmaeidae).

## Поширення
Вид поширений на Близькому Сході (Ізраїль, Сирія, Йорданія, Ліван).